# Dialium excelsum
Dialium excelsum är en ärtväxtart som beskrevs av René Léopold Alix Ghislain Jules Steyaert. Dialium excelsum ingår i släktet Dialium och familjen ärtväxter. IUCN kategoriserar arten globalt som starkt hotad. Inga underarter finns listade i Catalogue of Life.